# ミラ県
ミラ県（アラビア語: ولاية ميلة Mila）は、アルジェリアの県。県都はミラ。その他の都市にテレルグマ、グラレム・グーガ、ハマラー、ラシェッドなどがある。
13の地区（ダイラ）と32のコミューンからなる。